# Économie sociale
Le terme d'économie sociale stricto sensu fait référence à l'approche qui délimite historiquement le secteur en fonction du statut juridique des organisations : dans cette approche, l'économie sociale désigne les associations, coopératives, mutuelles, fondations, fonds de dotation, indépendamment de leur objet social ou activités.
Les organisations de l'économie sociale adhèrent à des principes fondateurs, parmi lesquels : la recherche d'une utilité collective, l'absence ou la limitation de la lucrativité (bénéfices réinvestis au service du projet collectif), une gouvernance démocratique (primauté des personnes sur le capital : « 1 personne = 1 voix », implication des parties prenantes),.
Plus floue, l'« économie solidaire » peut être considérée comme le résultat d'un mouvement qui s'est affirmé dans les années 1990, se définissant plus par la finalité de l'organisation, parfois ses activités et sa gouvernance, indépendamment de son statut : commerce équitable, insertion par l'activité économique, etc. Le terme solidaire tend à caractériser une forme de réciprocité, prioritaire sur les principes du marché et de la distribution. Elle se définit d'une façon politique, comme l’ensemble des activités de production, d’échange, d’épargne et de consommation contribuant à la démocratisation de l’économie à partir d’engagements citoyens.

## Définition et inscription dans l'économie

### Principes de l'économie sociale
L'économie sociale se compose des activités économiques exercées par des sociétés, principalement des coopératives et des mutuelles, ainsi que par des associations. Elle a sa propre éthique, qui se traduit par les principes suivants :
- un statut privé,
- la primauté de l’humain sur le capital,
- un secteur économique à part entière qui œuvre sur le marché mais avec ses principes propres,
- l’indivisibilité des réserves : patrimoine collectif et impartageable,
- une finalité explicite au service de la collectivité : intérêt général et utilité sociale (inscrite dans les statuts de l'entreprise),
- un ancrage territorial des entreprises,
- l'indépendance politique[réf. nécessaire].

### Les formes de l'économie sociale
L'économie sociale est constituée par les organisations qui la composent, qui ont traditionnellement des statuts associatifs, coopératifs ou mutuellistes. L’économie solidaire se définit plus que l'économie sociale par la finalité de ses activités, et revendique des nouvelles formes de gouvernance remettant en cause celle - plus figée - de l'économie sociale traditionnelle. On peut inclure dans ces nouvelles initiatives plus récentes les associations pour le maintien d'une agriculture paysanne (AMAP) 

### L'économie sociale comme secteur

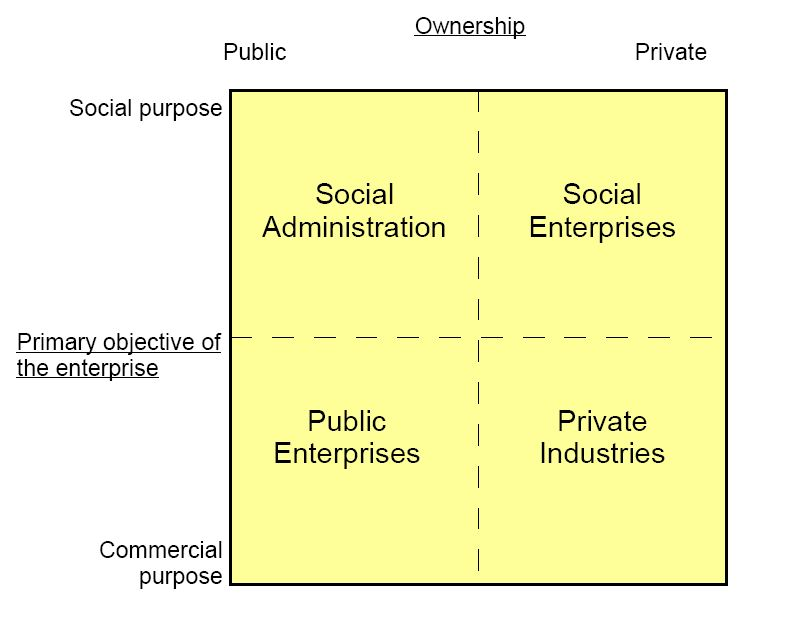
Matrice situant l'économie sociale

Les économies peuvent être considérées comme ayant trois secteurs, :
1. le secteur privé lucratif, composée d'organisations actionnariales appartenant à des individus, motivées par l'esprit d'entreprise individuel, une gestion patrimoniale des biens et/ou la recherche du profit ;
2. le secteur public, détenu par l'État ou par les collectivités territoriales ;
3. le secteur privé non lucratif (association loi de 1901, fondation…), parfois appelée l'« économie sociale », qui peut se définir en creux par rapport à ces deux premiers secteurs : il n'est pas public mais privé et n'appartient pas à un nombre limité d'actionnaires comme parfois le sont les sociétés du secteur privé lucratif. Par conséquent, il désigne un large éventail de groupes de bénévoles ou communautaires et d'activités sans but lucratif.

Parfois, il est fait également référence à un quatrième secteur, l'économie informelle, où les échanges informels ont lieu entre la famille et les amis, entre membres d'une famille ou entre membres d'un groupe d'amis[réf. nécessaire].

## Entrepreneuriat social
Le mouvement de l'entrepreneuriat social dialogue avec la notion historique d'« économie sociale et solidaire » afin d'en ouvrir le champ progressivement aux « entreprises à finalité sociale ou sociétale à lucrativité limitée ». De fait, cette notion aborde le champ social par la finalité de l'organisation et l'efficacité des moyens, les modalités de la gouvernance étant des aspects secondaires. Il faut noter que la notion d'entrepreneuriat social est anglo-saxonne, alors que celle d'économie sociale fait référence à la vision latine du concept d'innovation sociale.
En France depuis 2010, le Mouvement des entrepreneurs sociaux fédère les entrepreneurs sociaux et promeut l'ESS comme une solution pour un développement durable.
Le Benefit corporation qui existe depuis 2010 aux États-Unis et est définie dans 30 États américains (et dans d'autres pays comme l'Italie), partage certains objectifs avec l'ESS tout en s'en distinguant ; ce sont des entreprises à but lucratif mais une législation particulière leur est appliquée[réf. nécessaire].

## Personnalités de l'économie sociale
La théorisation de l'économie sociale a mobilisé depuis l'origine des personnalités aux inspirations très diverses, de la religion (catholicisme social, par exemple) à la politique (critique marxiste du capitalisme) en passant par la philosophie (humanisme, personnalisme…). Les argumentations se développent donc sur le plan moral, économique et politique – avec une tendance parfois à être plus normatif qu'analytique.
Cependant, Charles Dunoyer publie en 1830 un Traité d’économie sociale, et Louis-Gabriel Du Buat-Nancay Éléments de la politique, ou Recherche des vrais principes de l’économie sociale semblent les premiers à avoir utilisé le terme d'économie sociale.

### Théories pionnières
L'économie sociale s'inscrit dans la lignée de pratiques très anciennes, apparues dès le Moyen Âge (guildes, confréries, compagnonnages, associations ouvrières, patronages).
À la suite de la loi Le Chapelier en 1791 et de l'arrivée de la révolution industrielle, de nombreux mouvements sociaux et théories économiques apparaissent.
Socialisme utopique
- Robert Owen
- Charles Fourier

Saint-simonnisme
- Claude-Henri de Rouvroy de Saint-Simon
- Barthélemy Prosper Enfantin

Enfantin critique l'approche d'Adam Smith sur le plan méthodologique. Là où Adam Smith a une approche naturaliste qui explique l'économie uniquement par des comportements individuels « naturellement » égoïstes, Enfantin propose une méthode historique qui voit en premier la société comme responsable des comportements et non les individus. Le libéralisme étant fondé sur l'égoïsme, il mènerait pour Enfantin au désordre social en détruisant les liens sociaux.
D'un point de vue moral, la division en classes qui oppose travailleurs et capitalistes est injuste car les capitalistes peuvent consommer sans travailler. Pour Enfantin, cette division est aussi inefficace car les travailleurs ne sont pas incités à améliorer leur travail car le gain va au capital.
Collectivisme
- Pierre Buchez (créateur de la coopérative des Bijoutiers en doré, en 1828)

Réponse des théoriciens libéraux
- Charles Dunoyer
- Frédéric Bastiat

Ni libéraux, ni marxistes
- Pierre-Joseph Proudhon
- Léon Bourgeois

### Théories de la coopération
- Charles Gide
- Marcel Mauss
- Edgard Milhaud
- Pierre Kropotkine : L'Entraide, un facteur de l'évolution

Point de vue libéral sur la coopération
- Léon Walras

### Pendant les Trente Glorieuses
- George Fauquet
- Claude Vienney
- Henri Desroche

### Approches contemporaines
Analyse néoclassique des associations
Pour l'économie néoclassique, l'existence d'organisations de forme associative n'est pas un objet d'étude central : d'une part, l'économie sociale est, à la suite de Walras, souvent définie comme le champ de la redistribution et de la justice sociale (impliquant généralement l'action étatique à la suite de défaillances de marché) ; d'autre part, cette forme d'organisation relève de la liberté d'entreprise, qui n'est pas leur objet principal, et donc sans incidence particulière sur l'analyse néoclassique des équilibres de marché.
Certains auteurs ont cependant mobilisé le concept néoclassique de défaillance de marché (market failure) pour théoriser l'entreprise associative : dans les cas de défaillance du marché où la relation entre vendeur et acheteur est déséquilibrée par des asymétries d'information en faveur du vendeur (il a plus d'information sur son produit que le client), une forme associative d'organisation est un moyen de rétablir la confiance entre acheteur et vendeur et donc de pallier cette défaillance de marché. Cependant, ce seul argument ne peut suffire car d'autres solutions existent (droit de la consommation et de la concurrence, certifications de qualité, etc.).

## Historique du mouvement coopératif et mutualiste
- Au XVIIIe siècle apparaissent les premières sociétés de secours mutuel.
- En 1844 est créée Équitables Pionniers en Angleterre.
- En 1847, Friedrich Wilhelm Raiffeisen crée une boulangerie coopérative en Allemagne.
- En 1884, abrogation définitive de la Loi Le Chapelier qui proscrivait les organisations ouvrières, notamment les corporations des métiers, mais également les rassemblements paysans et ouvriers ainsi que le compagnonnage. Naissance de l'ancêtre de la Confédération Générale des SCOP, la Chambre Consultative des Associations Ouvrières de Production.
- En 1895, l'identité coopérative est déclarée.
- En 1901, la liberté d'association est définie en France.
- En 1921, la Société belge d'Economie sociale était présidée par le baron de Trannoy.
- En 1947, le statut de la coopération est défini en France.
- Depuis 2002, l'Organisation internationale du travail (OIT) recommande la structuration coopérative des entreprises pour le travail décent.

## L'ESS dans le monde

### En Europe

#### Poids de l'ESS en Europe
Si on prend en compte les organismes d'assurance mutualistes ou les banques coopératives (comme le Crédit agricole en France ou la GLS Bank en Allemagne), l'économie sociale présente une proportion importante des entreprises et des emplois au sein de l'Union européenne.
Les entreprises les plus importantes sont :
- les coopératives avec 63 millions de membres et plus de 370 milliards d'euros de chiffre d'affaires ;
- les mutuelles de santé respectant le Code de la mutualité, avec 18 millions d'adhérents et 38 millions de personnes protégées[11] ;
- les 25 millions de familles couvertes par des mutuelles d'assurance pour un chiffre d'affaires de 40 milliards ;
- les 40 millions d'adhérents et 3 millions de salariés animant des associations[12].

Selon le rapport de Rafael Chaves et José Luis Monzón (CIRIEC) intitulé « L'économie sociale dans l'Union européenne » (publié fin 2007 par le Comité économique et social européen, N°CESE COMM/05/2005), les coopératives, les associations et les mutuelles (ainsi que les structures assimilées) comptaient, en 2002-2003, 11 142 883 emplois soit 6,7 % du volume total de l'emploi salarié dans l'Union européenne à 25. Dans l'UE à 15, ce taux est de 7 %. L'étude a été actualisée en 2012.

#### Influence de la législation européenne
Des règlementations bancaires comme Bâle II et Bâle III qui visent à réguler le système bancaire s'applique également aux banques coopératives. Ces directives tendent à ignorer les spécificités des banques coopératives, notamment concernant la définition du capital, elles imposent des mesures de contrôle qui sous-entendent une uniformisation des pratiques et une organisation centralisée. Ce fonctionnement est en opposition avec le fonctionnement traditionnel des banques coopératives : des organisations en réseau qui cherchent plutôt à adapter leurs pratiques au contexte local.
De la même manière, Solvabilité II, qui réglemente le secteur de l'assurance, risque de remettre en cause la gouvernance des mutuelles en imposant le directeur général comme « dirigeant effectif » aux dépens des administrateurs bénévoles.

#### Les instances de représentation des acteurs de l'ESS au niveau européen
La confédération Coopérative Europe, la section européenne de l'Alliance coopérative internationale travaille au niveau des instances européenne à faire reconnaître les pluralités des formes d'entreprise et protéger leurs spécificités et à promouvoir les coopératives.

#### En France
L'économie sociale et solidaire est, dans la France contemporaine, la transposition du solidarisme de la fin du XIXe siècle. C'est l’État qui donne les impulsions et coordonne l'action des mutuelles et associations assurant pour une grande part l'ESS tout en organisant un secteur semi-marchand.

#### En Belgique
En Belgique francophone, l'économie sociale est traditionnellement définie de la manière suivante : par économie sociale, on entend les activités économiques productrices de biens ou de services, exercées par des sociétés, principalement coopératives et/ou à finalité sociale, des associations, des mutuelles ou des fondations, dont l’éthique se traduit par les principes suivants :
1. finalité de service à la collectivité ou aux membres, plutôt que finalité de profit ;
2. autonomie de gestion ;
3. gestion démocratique et participative ;
4. primauté des personnes et du travail sur le capital dans la répartition des revenus[18].

Globalement, l’économie sociale et solidaire est présente dans l'économie de trois manières différentes :
- soit par la propriété collective d'adhérents à des structures alternatives (mutuelles, coopératives...) s'inscrivant dans le régime concurrentiel de l'économie de marché, la propriété de l'organisme pouvant être dévolue aux travailleurs adhérents (cas des coopératives de travailleurs) ou aux clients adhérents (cas des mutuelles) ;
- soit par le financement direct d'entreprise(s) ou de fondation(s) ;
- soit par le financement de l'impôt ou de cotisations sociales.

### Au Québec
Depuis l'automne 2013, une loi définit l'économie sociale au Québec. Ainsi, l'expression sert à désigner l'ensemble des activités économiques à finalité sociale réalisées dans le cadre des entreprises dont les activités consistent notamment en la vente ou l’échange de biens ou de services et qui sont exploitées conformément aux principes suivants :
1. l’entreprise a pour but de répondre aux besoins de ses membres ou de la collectivité ;
2. l’entreprise n’est pas sous le contrôle décisionnel d’un ou de plusieurs organismes publics au sens de la Loi sur l’accès aux documents des organismes publics et sur la protection des renseignements personnels (chapitre A-2.1) ;
3. les règles applicables à l’entreprise prévoient une gouvernance démocratique par les membres ;
4. l’entreprise aspire à une viabilité économique ;
5. les règles applicables à l’entreprise interdisent la distribution des surplus générés par ses activités ou prévoient une distribution de ceux-ci aux membres au prorata des opérations effectuées entre chacun d’eux et l’entreprise ;
6. les règles applicables à la personne morale qui exploite l’entreprise prévoient qu’en cas de dissolution, le reliquat de ses biens doit être dévolu à une autre personne morale partageant des objectifs semblables.

Sont donc considérées comme des entreprises d'économie sociale les coopératives, mutuelles et organisation sans but lucratif (OSBL) ou aussi appelé organisation à but non lucratif (OBNL).
Cette définition exclut volontairement la partie « solidaire » du tiers-secteur, qui correspond davantage à l'action communautaire autonome, qui dispose de ses propres structures et qui opère dans une logique distincte.
Concernant l'importance socio-économique du mouvement, l'Institut de la Statistique du Québec estime qu'il existe environ 11 200 entreprises d'économie sociale générant près de 220 000 emplois ainsi que 47,8 milliards de dollars en chiffre d'affaires.

### Afrique francophone
En Afrique francophone, l'économie sociale et solidaire est émergente. Il existe quelques mutuelles de santé et des organismes de micro-finance ; des organisations paysannes peuvent aussi être vues comme en relevant. Certains acteurs locaux s'en revendiquent à partir de formes traditionnelles et des solidarités communautaires. Au Maroc, le réseau, créé début 2006, s'est positionné dans les domaines du commerce équitable, du tourisme et finance solidaires, et de l'appui aux coopératives. L'Initiative nationale pour le développement humain, projet du roi, s'il ne fait pas explicitement référence aux principes d'économie sociale et solidaire, déclare s'appuyer sur la société civile, les coopératives et les initiatives collectives.

### En Amérique du Sud
L'économie sociale et solidaire est très dynamique en Amérique du Sud. Si ses acteurs sont en relation avec les européens[Lesquels ?], leurs actions sont originales et leur histoire largement autonome. Elle montre l'économie solidaire comme processus de démocratisation de l'économie populaire. Au Brésil, elle affirme l'importance politique de l'économie populaire, mouvement qui s'appuie entre autres sur la reprise d'entreprises par les salariés dans le cadre de coopératives, chez les paysans du mouvement des sans-terre, du développement d'incubateurs technologiques dans les universités, de la création d'organismes d'épargne ou de recyclage de déchets urbains. Cette économie s'appuie sur des formes de parentèles et de voisinages héritées des traditions auxquelles les participants tiennent. En Bolivie elle appuie les indiens qui la développent pour la reconnaissance de leurs droits, de leur identité et de leur mode de vie. Elle n'est pas considérée comme une forme archaïque de développement, mais comme une alternative viable au capitalisme, son enjeu étant de dépasser la gestion de la survie pour atteindre des modes d'accumulation.

## Critiques
L'économie « solidaire » a notamment été critiquée par certains économistes et philosophes libéraux qui ont en particulier soulevé le risque qu'elle ait l'effet inverse de celui recherché, à savoir l'appauvrissement de tous et la dégradation des conditions de vie. Ainsi, l'économiste libéral Milton Friedman souligne que vouloir faire d'une entreprise autre chose que ce qu'elle est, à savoir une entité dont la finalité est de faire du profit, c'est obtenir l'effet exactement inverse : la pauvreté généralisée. Il résume cela de façon lapidaire en « la seule responsabilité sociale de l’entreprise c’est faire du profit ». Ignorer les règles élémentaires de l'économie, c'est pour Friedman décourager l'effort et nuire surtout aux plus pauvres, en défendant les positions de ceux qui sont riches aujourd'hui.
Dans La Grève (Atlas Shrugged, 1957), la philosophe Ayn Rand adopte une position proche, soulignant que vouloir ignorer les règles de base de l'économie au profit d'objectifs « sociaux » ou « solidaires » c'est aller à la catastrophe selon elle. Elle dépeint ainsi une usine dont les dirigeants décident de fonctionner suivant les principes d'une économie sociale ou solidaire, ce qui débouche sur le chômage et la pauvreté pour tous : plus aucune incitation n'est là pour motiver les travailleurs et la rémunération non au mérite mais selon les besoins a fait fuir les plus compétents tout en introduisant la jalousie et la haine.
Plus récemment, l'économiste libéral Pascal Salin soulignait dans Libéralisme (2000) que l'« économie sociale » ou sa composante « solidaire » ne permettent pas à ses yeux un exercice clair des responsabilités individuelles et entraînaient une déresponsabilisation nuisible à tous car la liberté individuelle ne trouve plus sa contrepartie nécessaire dans la responsabilité. Il écrit ainsi : « On ne peut pas dire qu'il existe différents modes d'organisation de la responsabilité sociale (ou responsabilité à l'égard d'autrui) ; il y en a un seul : la définition des droits de propriété. Le marché en est la résultante éventuelle, mais ni nécessaire ni suffisante. S'il est fondé sur des droits de propriété, il est alors le seul système d'échange qui repose effectivement sur la responsabilité. Le secteur associatif, par exemple, l'économie sociale, si à la mode, sont des structures floues qui ne permettent pas l'exercice correct des responsabilités ».
D'autres économistes défendent au contraire l'économie sociale et solidaire. C'est par exemple le cas de Bernard Maris, de Jean Gadrey, ou encore d'Alain Lipietz, auteur en 1999 d'un rapport demandé par la ministre Martine Aubry sur « l'opportunité d'un nouveau type de société à vocation sociale ». Pour le sociologue Serge Guérin, le vieillissement de la population et la prise en compte de la fragilisation d'une part croissante de la population rend l'économie sociale et solidaire de plus en plus nécessaire pour répondre aux besoins non solvables des personnes. L'économie sociale et solidaire assume aussi des missions de service public que l'État n'est pas en mesure d'exercer ou dans des conditions moins efficaces et favorables aux personnes. Enfin, l'ESS aurait un « effet contracyclique » sur l'économie, amoindrissant l'effet des crises économiques.
Matthieu Hély, professeur et co-responsable du Master mention sociologie au sein de l'Université de Versailles Saint-Quentin-en-Yvelines et sociologue du travail associatif, affirme dans son article éponyme que “L’Économie sociale n’existe pas”. Derrière la valorisation du monde associatif et de l’ESS, il pointe du doigt "le désengagement de la fonction publique et la dérégulation programmée du travail". Selon lui, le monde associatif est devenu un marché du travail dont les acteurs précarisés ont perdu le statut anciennement garanti par la fonction publique.
Un enjeu central de l'ESS, mais peu abordé, concerne les effets sur les femmes : l'ESS peut-elle promouvoir une meilleure égalité entre femmes et hommes, ou au contraire renforcer la domination masculine ? Posée dans une réflexion pionnière de 2003, cette question continue de susciter des débats sans qu'il ne puisse y avoir de réponse définitive et universelle,.

#### Organisation précise
- Benefit corporation
- Bénévolat
- Chambre régionale de l'économie sociale
- Conseil des entreprises, employeurs et groupements de l'économie sociale
- Finansol (label de la finance solidaire)
- 1 % Logement
- Recma, une revue internationale de l'économie sociale
- Innovation sociale
- Biens communs, Bien commun
- Famille d'entreprises Grameen

#### Théorie
- Commerce solidaire
- Économie sociale marchande
- Coopération, coopérative
- Économie de don
- Économie de l'abondance
- Entrepreneuriat social
- Innovation sociale
- Insertion par l'activité économique
- Économie populaire
- Socialisme utopique